# Нхамойнесу, Коста
Коста Нхамойнесу (фр. Costa Nhamoinesu; родился 6 января 1986, Хараре, Зимбабве) — зимбабвийский футболист, защитник. Выступал в сборной Зимбабве.

## Клубная карьера

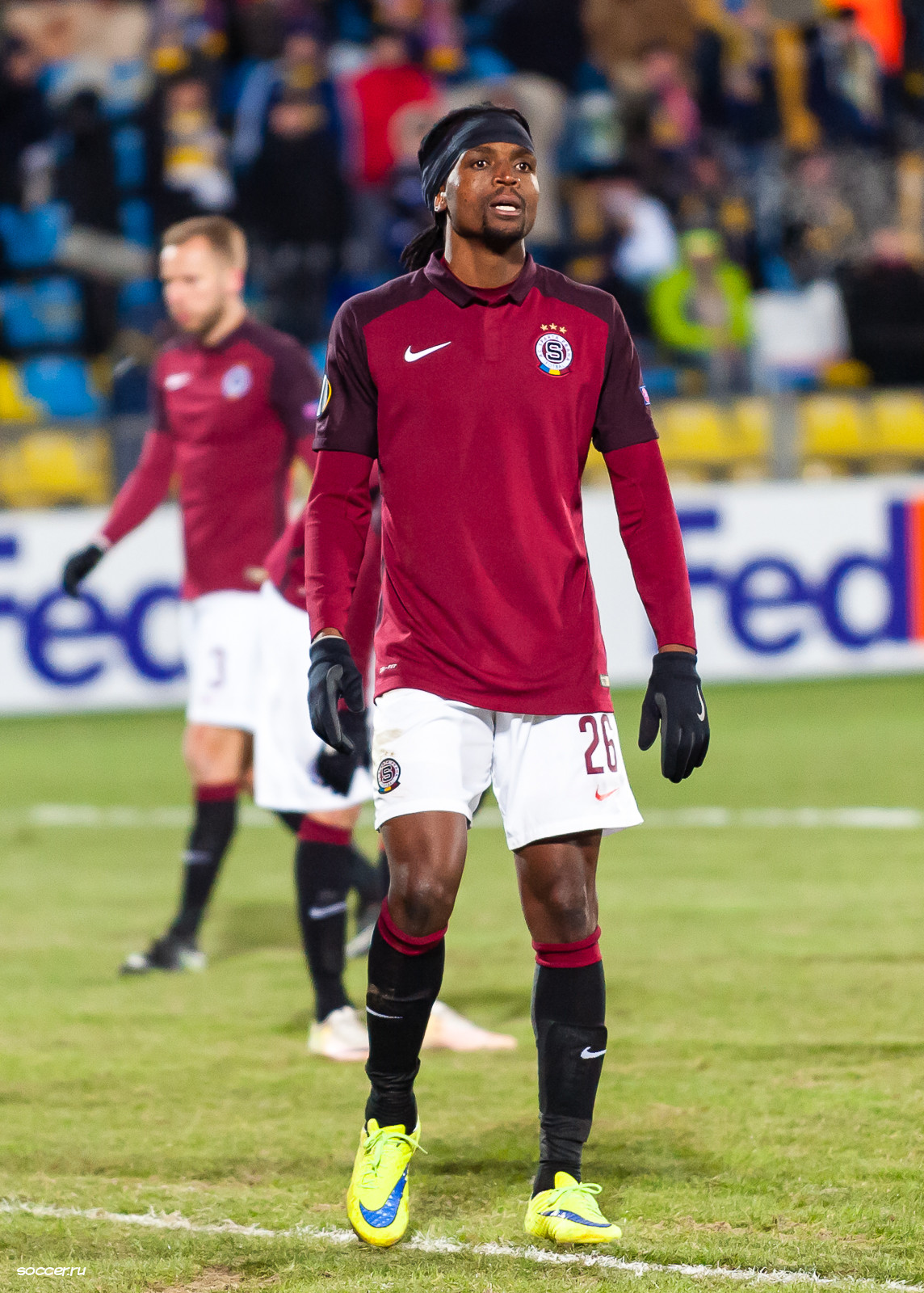
Нхамойнесу в составе «Спарты»

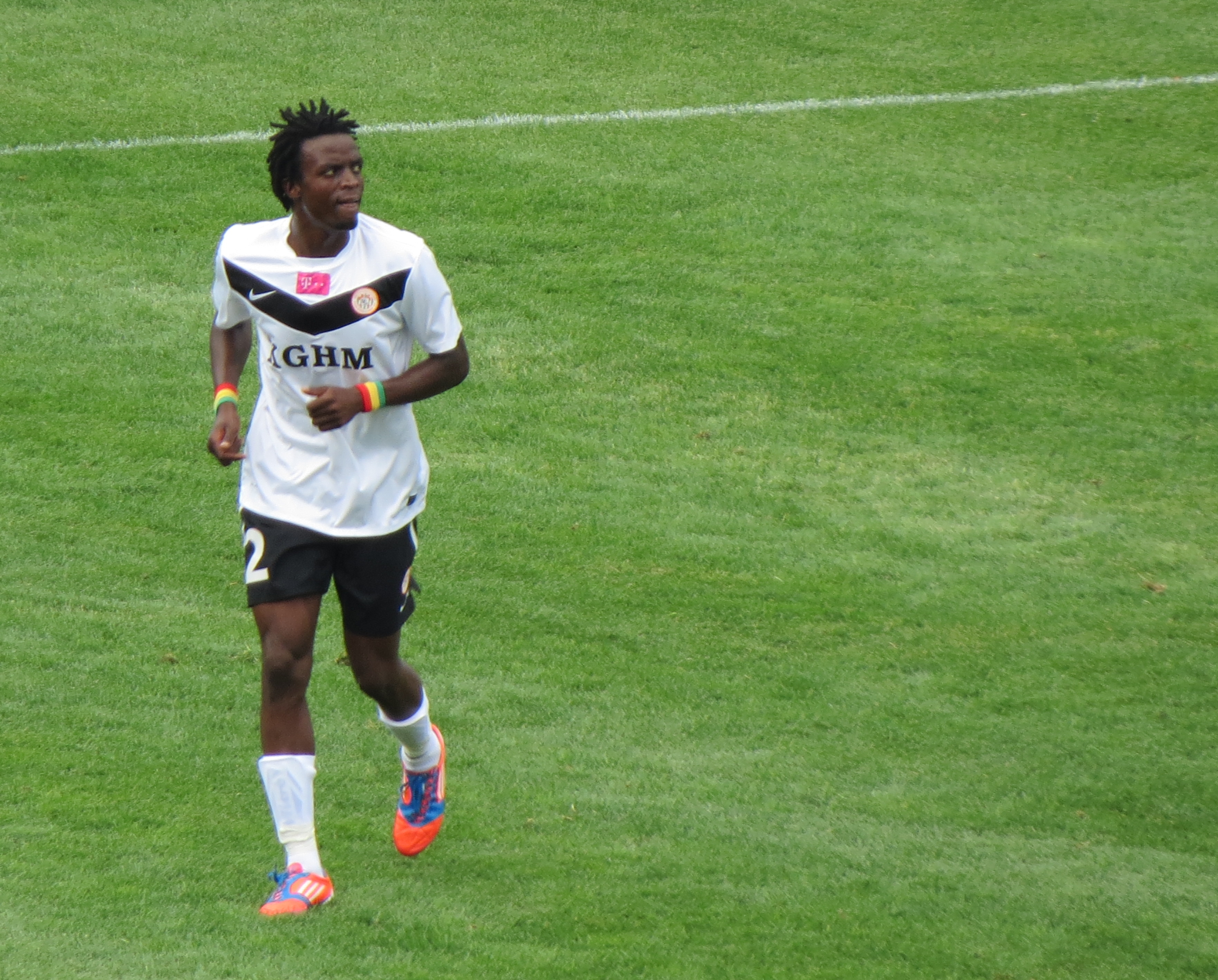
Нхамойнесу в составе «Заглембе»

Нхамойнесу профессиональную начал карьеру на родине выступая за клубы «Амазулу» и «Масвинго Юнайтед». Летом 2007 года он на правах аренды перешёл в польский клуб пятого дивизиона «Висла —Устронянка». В следующем году Коста вновь отправился а аренду, став футболистом люблинского «Заглембе». В 2010 году клуб выкупил трансфер Нхамойнесу. Несмотря на то, что он стал одним из самых сильных защитников Экстраклассы, он неоднократно подвергался расизму и решил покинуть Польшу. К Нхамойнесу проявляли интерес клубы из Турции, Германии и России.
Летом 2013 года Коста подписал контракт с пражской «Спартой». 21 июля в матче против «Высочины» он дебютировал в Гамбринус лиге. 31 августа в поединке против «Баника» Нхамойнесу забил свой первый гол за «Спарту». В своём дебютном сезоне он выиграл чемпионат и Кубок Чехии.
6 ноября 2014 года в матче Лиги Европы против словацкого «Слована» Коста забил гол. 24 ноября 2016 года в поединке Лиге Европы против английского «Саутгемптона» Нхамойнесу забил единственный гол.

## Международная карьера
В 2007 году Нхамойнесу дебютировал за сборную Зимбабве. 28 марта 2016 года в отборочном матче Кубка Африки 2017 против сборной Свазиленда он забил свой первый гол за национальную команду.
В 2017 году Коста принял участие в Кубке Африки в Габоне. На турнире он сыграл в матчах против команд Сенегала, Туниса и Алжира.

### Голы за сборную Зимбабве
| #   | Дата          | Место                                  | Противник | Счёт | Результат | Соревнование             |
| --- | ------------- | -------------------------------------- | --------- | ---- | --------- | ------------------------ |
| 01. | 28 марта 2016 | Национальный стадион, Хараре, Зимбабве | Свазиленд | 2:0  | 4:0       | Квалификация на КАН 2017 |

## Достижения
«Спарта» (Прага)
- Чемпион Чехии — 2013/14
- Обладатель Кубка Чехии — 2013/14, 2019/20
- Обладатель Суперкбка Чехии — 2014